# Сердце (мультфильм)
«Се́рдце» — мультипликационный фильм, созданный в 1971 году режиссёром-мультипликатором Борисом Степанцевым по заказу Всемирной организации здравоохранения. Мультфильм посвящён четырём основным причинам сердечно-сосудистых заболеваний: злоупотреблению алкоголем, курению, избыточному весу и стрессу. Фильм получил несколько наград на международных фестивалях, включая VI Международный фестиваль фильмов социалистических стран по охране здоровья в городе Ниш в 1972 году и V Международный фестиваль фильмов, посвящённых работе Красного Креста, в Варне в 1973 году. Долгое время считался раритетным, его не показывали по ТВ и не издавали на домашнем видео. Однако в 2023 году мультфильм был оцифрован и опубликован в интернете.

## Производство
«Сердце» стал единственным заказным фильмом Бориса Степанцева. Для создания облика героя художники Анатолий Савченко и Николай Ерыкалов использовали несколько видоизменённый образ Карлсона. Фоновые изображения были сделаны методом рисунка по мокрому ватману, с которым Степанцев работал при создании диафильмов. Для Степанцева «Сердце» стало последним крупным исключительно комедийным фильмом и последней совместной работой с композитором Никитой Богословским, с которым он работал с самых своих первых лент: «Опять двойка», «Петя и Красная Шапочка» и «Мурзилка на спутнике».
В 1970-х годах фильм транслировался в эфире французского телевидения, сопровождаемый закадровым голосом диктора. Однако после этого долгое время был неизвестен широкой публике и считался потерянным. Однако его копия сохранялась в «Госфильмофонде». В апреле 2023 года Игорь Журавлёв, пользователь анимационного форума, выложил мультфильм в сеть, где на неё наткнулся блогер «Сыендук». Он улучшил чёткость и цветокоррекцию мультфильма, а затем опубликовал его в интернете. Он также сделал посвящённый «Сердцу» десятиминутный ролик на своём основном канале, где рассказал об истории короткометражки и построил несколько теорий, связывающих «Сердце» с мультфильмами о Карлсоне.

## Сюжет
Главный герой живёт в сердце, которое служит ему квартирой. Ведя обыденную и заурядную жизнь, герой «Сердца» постепенно становится заложником своих вредных привычек: он начинает активно переедать, злоупотреблять алкоголем и курением. Герой постоянно сидит дома и не выходит на улицу, что лишь усугубляет его состояние. Каждый раз, когда он наносит вред своему здоровью, сердце подаёт тревожные сигналы. В конце концов, окончательно разрушив свою «квартиру», герой умирает. Однако его спасает медсестра, возвращая к жизни.

## Создатели
| автор сценария             | Борис Степанцев                                                                                             |
| режиссёр                   | Борис Степанцев                                                                                             |
| художники-постановщики     | Анатолий Савченко, Николай Ерыкалов                                                                         |
| оператор                   | Михаил Друян                                                                                                |
| композитор                 | Никита Богословский                                                                                         |
| звукооператор              | Георгий Мартынюк                                                                                            |
| художники-мультипликаторы: | Юрий Бутырин, Виктор Лихачёв, Анатолий Солин, Рената Миренкова, Ольга Орлова, Марина Рогова, Ирина Светлица |
| консультанты               | Др. Тома Страссер, Ион Попеску-Гопо                                                                         |
| монтажёр                   | Валентина Турубинер                                                                                         |
| редактор                   | Раиса Фричинская                                                                                            |
| директор картины           | Любовь Бутырина                                                                                             |

## Награды
Фильм получил несколько наград на международных фестивалях, среди которых:
- 1972 — VI Международный фестиваль фильмов социалистических стран по охране здоровья в г. Ниш (Югославия)[9].
- 1973 — V Международный фестиваль фильмов, посвящённых работе Красного Креста, в Варне (Болгария)[9][10][11].